# ميلتون غود
ميلتون غود (بالإنجليزية: Milton Goode)‏ هو منافس ألعاب قوى أمريكي، ولد في 16 فبراير 1960.

## وصلات خارجية
- ميلتون غود على موقع اللجنة الأولمبية الدولية (الإنجليزية)
- ميلتون غود على موقع أوليمبيديا (الإنجليزية)